# Cuphea ciliata
Cuphea ciliata är en fackelblomsväxtart som beskrevs av Hipólito Ruiz López och Pav.. Cuphea ciliata ingår i släktet blossblommor, och familjen fackelblomsväxter. Inga underarter finns listade i Catalogue of Life.